# مونومثيل أوريستاتين إي
مونومثيل أوريستاتين إي (بالإنجليزية: Monomethyl auristatin E)‏ (مختصره: MMAE) هو علاج كيميائي صناعي، لا يمكن استخدامه وحده بسبب سميته لذلك يربط إلى أجسام مضادة وحيدة النسيلة لأجل جعله تأثره موجهاً إلى الخلايا السرطانية.
بحسب نظام الأسماء الدولية غير مسجلة الملكية فإن اسمه هو فيدوتين.

## الأمثلة
- برنتوكسيماب فيدوتين، يستخدم في ورم الخلايا الكبيرة المتحولة اللمفاوي ولمفومة هودجكين.[2][3]
- يرتبط مع غلمباتوموماب لتكوين غلمباتوموماب فيدوتين الذي يستخدم في الميلانوما وسرطان الثدي.[4][5]